# Scott Burrell
Scott David Burrell (New Haven, Connecticut, 12 de enero de 1971) es un antiguo jugador de baloncesto profesional que ganó un Campeonato NBA con los Chicago Bulls en 1998. Fue además el primer atleta americano en ser elegido en dos primeras rondas del draft de dos ligas mayores (la NBA de baloncesto y MLB de béisbol). Con 2,01 metros de estatura, jugaba en la posición de escolta.

## Trayectoria deportiva

### Universidad
Scott fue una estrella multideporte que surgió del instituto Hamden en Connecticut, Burrell fue elegido en el draft por los Seattle Mariners durante su año sénior. Los Mariners querían que Burrell jugase como pitcher y le sugirieron que eludiese la universidad para ir a las ligas menores. Sin embargo, Burrell quería asistir a la universidad e hizo planes para jugar el fútbol americano y al béisbol en la Universidad de Miami (FL), todo esto fue antes de que el entrenador asistente Howie Dickenman de la Universidad de Connecticut lo convenciese para jugar al baloncesto en los Huskies. Después de su año freshman en la Universidad de Connecticut, Burrell fue elegido en el draft por otro equipo de béisbol, los Toronto Blue Jays, y Burrell decidió pasar el verano jugando en la liga menor de béisbol mientras se concentraba para jugar al baloncesto durante el resto de su vida. La carrera en baloncesto de Burrell pronto ensombrecería lo que había hecho en béisbol, convirtiéndose en el primer jugador en la NCAA en conseguir más de 1.500 puntos, 750 rebotes, 275 asistencias y 300 robos. Scott siempre será recordad en los anales de la historia de los UConn Huskies por el pase que dio desde el otro lado de la pista a Tate George, que consiguió anotar a falta de un segundo una canasta para vencer a la Universidad de Clemson en el torneo NCAA de 1990.

#### Estadísticas
| Año     | Equipo      | PJ  | PT  | MPP  | %TC  | %3P  | %TL  | RPP | APP | ROB | TPP | PPP  |
| ------- | ----------- | --- | --- | ---- | ---- | ---- | ---- | --- | --- | --- | --- | ---- |
| 1989–90 | Connecticut | 32  | 20  | 25.8 | .386 | .313 | .623 | 5.5 | 1.8 | 1.9 | .9  | 8.2  |
| 1990–91 | Connecticut | 31  | –   | 34.7 | .440 | .343 | .592 | 7.5 | 3.1 | 3.6 | 1.3 | 12.7 |
| 1991–92 | Connecticut | 30  | 30  | 35.3 | .453 | .396 | .611 | 6.1 | 2.9 | 2.5 | 1.0 | 16.3 |
| 1992–93 | Connecticut | 26  | –   | 33.1 | .411 | .345 | .760 | 6.0 | 2.1 | 2.4 | 1.1 | 16.1 |
| Total   | Total       | 119 | 50+ | 32.1 | .426 | .357 | .640 | 6.3 | 2.5 | 2.6 | 1.1 | 13.1 |

### Profesional
Burrell fue elegido en por los Charlotte Hornets en la posición 20.º del Draft de 1993. Promedió 4.8 puntos por partido en su año rookie, pero alcanzó la plenitud en su año como sophomore, promediando 11.5 puntos y finalizando tercero en la votación al Jugador Más Mejorado de la NBA. Ese año además quedó el tercero en el Concurso de triples de la NBA. Durante la temporada 1995-96, sin embargo, las lesiones solo le permitieron jugar 20 partidos y se vería relegado a un a labor de apoyo durante el resto de su carrera. Jugó la temporada 1996-97 en los Hornets y en los Golden State Warriors, promediando solo 5.9 puntos por partido, más tarde sería traspasado a los Chicago Bulls por Dickey Simpkins a finales de 1997. Sin embargo, Burrell pudo ganar su primer y único anillo en toda su carrera durante esta temporada con los Bulls en las Finales de 1998 cuando Michael Jordan consiguió ganar su sexto y último anillo. Scott Burrell jugaría tres temporadas más, pero debido a la remodelación de los Bulls en su época post-Jordan sería traspasado a los New Jersey Nets y más tarde volvería a casa (Charlotte Hornets) antes de finalizar su carrera. Viajó por China, Filipinas y Japón, donde colaboró con algunos equipos como el Osaka Hitachi, ganando experiencia como entrenador.
Burrell es actualmente el entrenador asistente del equipo de baloncesto masculino de la Universidad Quinnipiac, donde comenzó su carrera en, Hamden (Connecticut). Entrenará bajo el mando del antiguo asistente de los UConn Huskies, Tom Moore.

## Estadísticas de su carrera en la NBA
|  | Denota temporada en la que ganó un Campeonato de la NBA |

##### Temporada regular
| Año     | Equipo       | PJ  | PT  | MPP  | %TC  | %3P  | %TL  | RPP | APP | ROB | TPP | PPP  |
| ------- | ------------ | --- | --- | ---- | ---- | ---- | ---- | --- | --- | --- | --- | ---- |
| 1993-94 | Charlotte    | 51  | 16  | 15.0 | .419 | .333 | .657 | 2.6 | 1.2 | .7  | .3  | 4.8  |
| 1994-95 | Charlotte    | 65  | 62  | 31.0 | .467 | .409 | .694 | 5.7 | 2.5 | 1.2 | .6  | 11.5 |
| 1995-96 | Charlotte    | 20  | 20  | 34.7 | .447 | .378 | .750 | 4.9 | 2.4 | 1.4 | .7  | 13.2 |
| 1996-97 | Charlotte    | 28  | 2   | 17.2 | .344 | .345 | .792 | 2.8 | 1.4 | .5  | .4  | 5.4  |
| 1996-97 | Golden State | 29  | 0   | 15.8 | .379 | .361 | .652 | 2.7 | 1.2 | .5  | .3  | 4.9  |
| 1997-98 | Chicago      | 80  | 3   | 13.7 | .424 | .354 | .734 | 2.5 | .8  | .8  | .5  | 5.2  |
| 1998-99 | New Jersey   | 32  | 0   | 22.1 | .361 | .389 | .810 | 3.7 | 1.4 | 1.3 | .3  | 6.6  |
| 1999-00 | New Jersey   | 74  | 9   | 18.1 | .394 | .353 | .780 | 3.5 | 1.0 | .9  | .6  | 6.1  |
| 2000-01 | Charlotte    | 4   | 0   | 10.3 | .467 | .333 | .250 | .8  | .3  | .8  | .0  | 4.3  |
| Total   | Total        | 383 | 122 | 19.8 | .418 | .373 | .723 | 3.5 | 1.4 | .9  | .5  | 6.9  |

##### Playoffs
| Año   | Equipo    | PJ | PT | MPP  | %TC  | %3P  | %TL  | RPP | APP | ROB | TPP | PPP |
| ----- | --------- | -- | -- | ---- | ---- | ---- | ---- | --- | --- | --- | --- | --- |
| 1998  | Chicago   | 21 | 0  | 12.4 | .438 | .300 | .909 | 2.0 | .5  | .9  | .1  | 3.8 |
| 2001  | Charlotte | 2  | 0  | 6.0  | .667 | 0    | .500 | 1.5 | .5  | 1.0 | .0  | 2.5 |
| Total | Total     | 23 | 0  | 11.9 | .447 | .286 | .846 | 2.0 | .5  | .9  | .1  | 3.7 |